# Microsegestria poinari
Genre
Espèce
Microsegestria poinari, unique représentant du genre Microsegestria, est une espèce éteinte d'araignées aranéomorphes de la famille des Segestriidae.

## Distribution
Cette espèce a été découverte dans de l'ambre au Liban. Elle date du Crétacé.

## Étymologie
Cette espèce est nommée en l'honneur de George O. Poinar Jr..

## Publication originale
- (en) Wunderlich & Milki, 2004 : Description of the extinct new subfamily Microsegestriinae (Araneae:Segestriidae) in Cretaceous Lebanese Amber. Beiträge zur Araneologie, vol. 3, p. 1867–1873.